# Дієго Родрігес Фернандес
Дієго Родрігес Фернандес (ісп. Diego Rodríguez Fernández, нар. 20 квітня 1960, Ла-Оротава), відомий як просто Дієго (ісп. Diego) — іспанський футболіст, що грав на позиції півзахисника, зокрема, за «Севілью», а також національну збірну Іспанії. По завершенні ігрової кар'єри — тренер.

## Клубна кар'єра
Народився 20 квітня 1960 року в місті Ла-Оротава. Вихованець юнацьких команд футбольних клубів «Вера» і «Тенерифе».
У дорослому футболі дебютував 1978 року виступами за основну команду третьолигового на той час «Тенерифе», в якій провів чотири сезони, взявши участь у 68 матчах чемпіонату. 
Протягом 1982—1988 років захищав кольори клубу «Реал Бетіс».
Своєю грою за цю команду привернув увагу представників тренерського штабу «Севільї», до складу яко\ приєднався 1988 року. Відіграв за цю севільську команду наступні вісім сезонів своєї ігрової кар'єри, здебільшого як основний гравець команди.
Протягом 1996—1998 років захищав кольори друголігового «Альбасете», а завершував ігрову кар'єру у команді «Дос Ерманас», за яку виступав протягом 1998—2002 років спочатку у четвертому, а згодом у третьому іспанських дивізіонах.

## Виступи за збірні
1980 року дебютував у складі юнацької збірної Іспанії (U-20), загалом на юнацькому рівні взяв участь у 2 іграх.
Протягом 1980–1984 років залучався до складу молодіжної збірної Іспанії, за яку зіграв у 13 офіційних матчах.
На початку 1988 року провів свою першу, і як згодом з'ясувалося єдину, гру у складі національної збірної Іспанії. Того ж року був у її заявці на чемпіонаті Європи 1988 у ФРН, де залишався на лаві для запасних.

## Кар'єра тренера
Розпочав тренерську кар'єру відразу ж по завершенні кар'єри гравця, 2002 року, увійшовши до тренерського штабу команди «Сьюдад де Мурсія».
Наприкінці 2000-х працював тренером у клубній структурі «Севільї», спочатку тренував її третю команду, а згодом — другу команду клубу («Севілья Атлетіко»).